# Olympisches Dorf (Moskau)

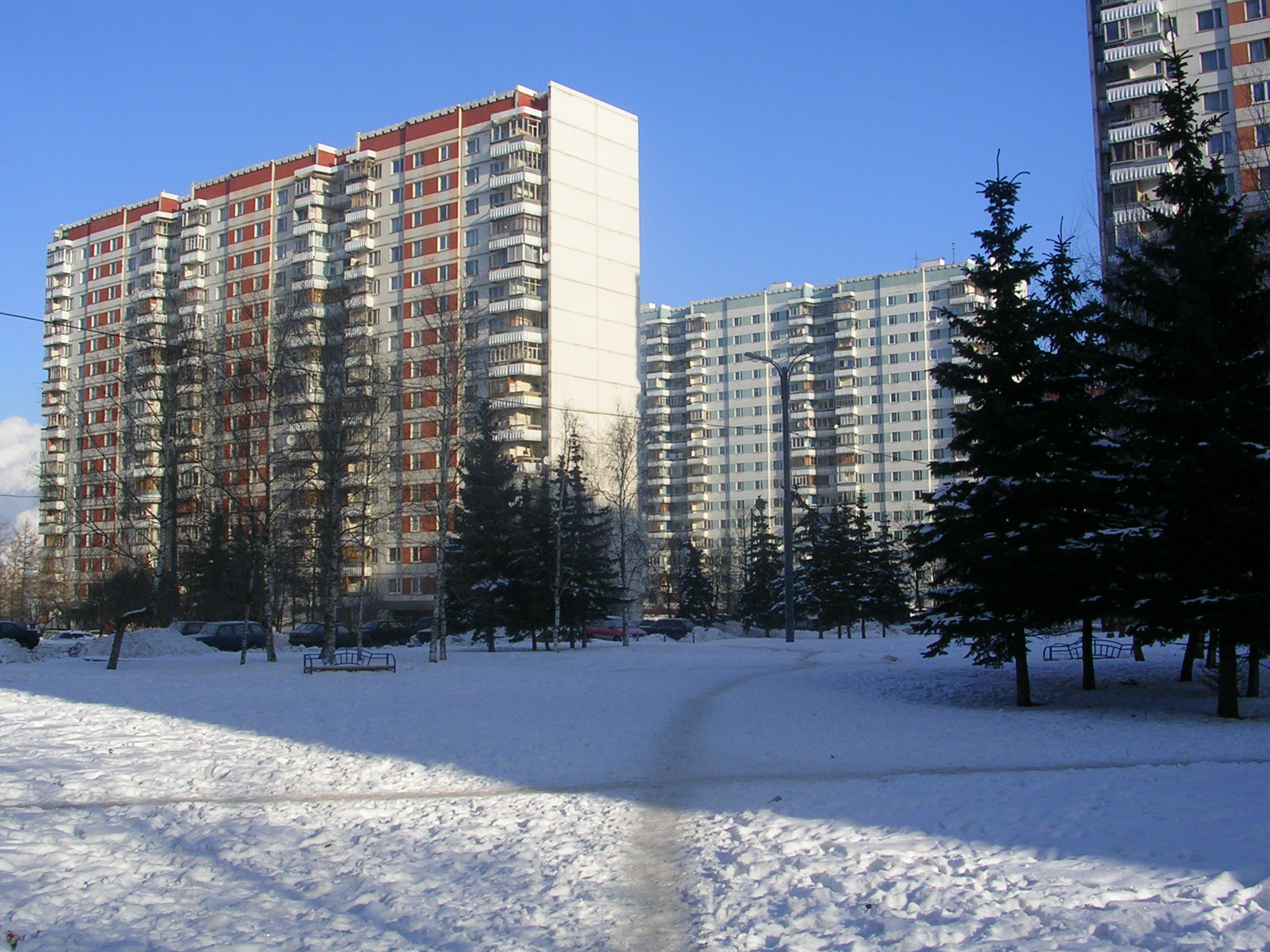
Olympisches Dorf Moskau (Zustand 2005)

Das olympische Dorf Moskau (russisch Олимпийская Деревня, Olimpijskaja Derewnja) wurde für die Olympischen Sommerspiele 1980 errichtet. Es nimmt eine Fläche von 107 Hektar ein und liegt südwestlich des Stadtzentrums von Moskau, gut sieben Kilometer Luftlinie vom Olympiastadion Luschniki und dem dort befindlichen Teil der anderen olympischen Anlagen entfernt.
Seit den Olympischen Spielen dienen die Gebäude Wohnzwecken. Das olympische Dorf mit seinen etwa 12.000 Einwohnern gehört heute zum Stadtteil Troparjowo-Nikulino des Westlichen Verwaltungsbezirks von Moskau.

## Anlage und Architektur
Die 1978 bis 1979 errichteten Gebäude (Plattenbauserie P3/16) der Wohnzone des olympischen Dorfes gleichen äußerlich der typischen Wohnbebauung Moskaus dieser Zeit. Sie haben jeweils 16 Stockwerke, und die Fassade wurde in weißer Farbe gestrichen. Die 18 Wohnblocks sind rechtwinklig zueinander angeordnet, sodass sie drei große Innenhöfe bilden. Die Athleten wohnten in 2- bis 3-Zimmer-Appartements, maximal zwei Athleten pro Zimmer. Deren Innenausstattung bestand aus schlichten Möbeln, die hauptsächlich von Herstellern in der Sowjetunion, und teilweise auch von Firmen aus Finnland, Jugoslawien und der Bundesrepublik Deutschland geliefert wurden. Jede Wohneinheit verfügte zudem über eine Küche. Während der Spiele waren in den Wohnblocks insgesamt 8.310 Gäste untergebracht. Den Athleten stand im olympischen Dorf eine Vielzahl kleiner Sportanlagen zur Verfügung, damit der Komplex nicht zur Wettkampfvorbereitung verlassen werden musste.
Kulturprogramme als wesentlicher Bestandteil der Olympischen Spiele wurden im Kulturzentrum des olympischen Dorfes abgehalten. Nebst einer Bibliothek mit über 7000 Büchern in 45 verschiedenen Sprachen wurden im olympischen Dorf diverse Konzerte und Shows über einen Monat hinweg organisiert.
Die Sport-, Kultur- und Versorgungseinrichtungen des Dorfes wurden an seiner Peripherie angeordnet. Die Gebäude dienen seit den Olympischen Spielen teils als Schulen, Kindergärten und Klinik. Das Kulturzentrum nördlich der Wohnzone wurde zunächst durch die Konzertagentur Roskonzert weiter als Konzertsaal im Olympischen Dorf genutzt und beherbergte ab 2002 das Staatliche Wladimir-Nasarow-Musiktheater für Nationale Kunst. 2014 ging das Gebäude in den Bestand der Moskauer Philharmonischen Gesellschaft über und eröffnete nach Umbauten unter dem Namen Philharmonia-2. Neben dem Rachmaninow-Konzertsaal mit 1100 Sitzplätzen gibt es einen Theatersaal für 230 und einen Kammermusiksaal für 177 Zuschauer.
Architekten des olympischen Dorfes waren Je. Stamo, S. Karpowa, M. Schugajewa, A. Muromski, A. Samsonow, A. Bergelson, W. Korkina und I. Nowizkaja. Für die Gebäude des Versorgungs- und Kulturbereiches waren O. Kedrenowski und Je. Barbyschew verantwortlich. Die Ausgestaltung des Kulturzentrums und späteren Konzertsaals mit monumentalen Mosaiken im Foyer übernahmen Boris Talberg (1930–1984; Gastfreundschaft) und Wladimir Samkow (1925–1998; Kultur. Kunst. Theater), wofür sie 1981 mit dem Staatspreis der UdSSR ausgezeichnet wurden.

## „Neues Olympisches Dorf“

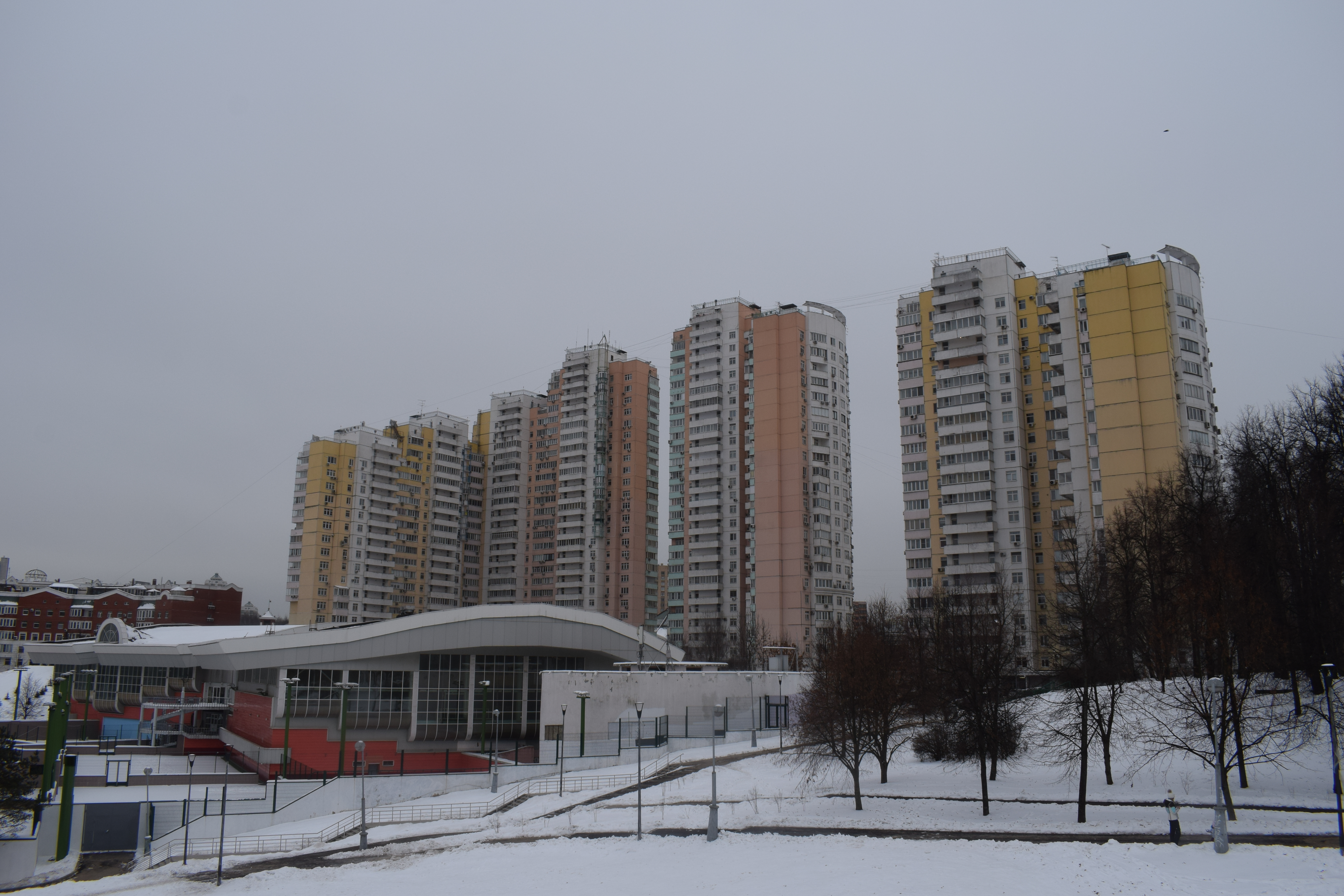
Neues Olympisches Dorf in Moskau im Winter (Zustand 2018)

Das olympische Dorf von 1980 wird heute auch als „Altes Olympisches Dorf“ bezeichnet, um es vom „Neuen Olympischen Dorf“ zu unterscheiden, das für die ersten World Youth Games 1998 errichtet wurde, einen Vorgänger der Olympischen Jugendspiele. Das „Neue Olympische Dorf“ ist inzwischen eine umzäumte Wohnanlage auf einer Gesamtfläche von 24 Hektar und besteht aus 5 Wohnkomplexen, städtischer Infrastruktur und einer Parkanlage. Olimp-99 liegt zwei Kilometer vom „Alten Olympisches Dorf“ entfernt, näher zum Stadtzentrum im Stadtteil Prospekt Wernadskowo hin an einem der höchsten Punkte Moskaus.